# Realizm atomistyczny
Realizm atomistyczny – przekonanie, że istnieją tylko poszczególne, jednostkowe byty, które ludzie mają tendencje łączyć w pewne wspólne pojęcia, a następnie przypisywać tym pojęciom istnienie realne, zapominając, że są to wytworzone przez nich samych konstrukcje.
Według Antystenesa istnieją poszczególne stoły i krzesła, ale nie ma czegoś takiego jak sprzęty domowe; są poszczególne drzewa, ale nie ma lasu; są krople wody spadające z nieba, ale nie ma deszczu.
Współczesnym rozwinięciem realizmu atomistycznego jest reizm, zwany też konkretyzmem, oraz w pewnym sensie realizm logiczny.